# Les Lettres françaises
Les Lettres françaises is een Frans literair tijdschrift. Het wordt uitgegeven door Éditions Helvétius en verschijnt maandelijks. Van 1953 tot 1972 financierde de Franse Communistische Partij het blad, dat toen nog wekelijks verscheen.

## Geschiedenis

### Eerste jaren
Het blad werd opgericht door Jacques Decour en Jean Paulhan in september 1942, tijdens de Duitse bezetting van Frankrijk. Decour werd nog in hetzelfde jaar gefusilleerd door de nazis. Les Lettres françaises was een van de vele clandestiene publicaties van de linkse verzetsbeweging Front National. Medewerkers van het eerste uur waren Louis Aragon, François Mauriac, Édith Thomas en Raymond Queneau.
Vanaf het begin stond het blad onder invloed van de Parti communiste français (PCF). Na de oorlog ondervond Les Lettres françaises sterke concurrentie van het weekblad Action, dat meer literaire en politieke invloed had. Het conflict tussen de beide hoofdredacteuren, Louis Aragon en Pierre Hervé,  bracht de PCF ertoe in 1949 een nieuwe hoofdredacteur van Action te benoemen, wat bijdroeg aan de teloorgang van deze krant in 1952.

### Lysenko-affaire
Na de institutionalisering van het lysenkoïsme door Stalin (tijdens de zitting van de Lenin Academie voor Landbouwwetenschappen van de USSR in 1948), publiceerde Les Lettres françaises een artikel van Jean Champenois waarin de overwinning van het lysenkoïsme werd toegejuicht. Louis Aragon huldigde hetzelfde standpunt en verzette zich tegen communistische intellectuelen die vraagtekens zetten bij de Mendeliaanse genetica, waarop het lysenkoïsme gebaseerd was. In oktober 1948 verscheen een dubbelnummer van het tijdschrift Europe dat volledig aan de Lysenko-affaire was gewijd.
De biologen Jean Rostand en Jacques Monod stonden openlijk vijandig tegenover het lysenkoïsme, terwijl een andere communistische bioloog, Marcel Prenant, probeerde een compromis te vinden. Gedrieën publiceerden ze een artikel in Combat, waarop Les Lettres françaises reageerde met nog twee artikelen waarin de nieuwe Sovjetwetenschap werd opgehemeld door twee op het gebied van de genetica incompetente biologen.

### Kravchenko-affaire
In dezelfde periode ontstond een nieuwe controverse, waarbij het tijdschrift het opnam tegen Sovjet-dissident Victor Kravchenko. Na de publicatie in 1947 van Kravchenko's boek I Chose Freedom: The Personal and Political Life of a Soviet Official, waarin hij de wantoestanden in de Sovjetgevangenkampen aan de kaak stelde, beschuldigde Les Lettres françaises hem van het verspreiden van desinformatie. Hij werd afgeschilderd als een agent van de Verenigde Staten, waarbij het tijdschrift zich baseerde op vervalste documenten die waren verkregen van de journalist André Ulmann. Pas in de jaren 1970 bleek dat deze Ulmann voor de Sovjet-inlichtingendiensten werkte.
Kravtchenko diende een klacht in wegens smaad tegen Les Lettres françaises. Het proces, dat al gauw de betiteling 'proces van de eeuw' kreeg, bracht ongeveer honderd getuigen samen. De Sovjet-Unie gebruikte Kravchenko's voormalige collega's en zijn ex-vrouw om hem in een kwaad daglicht te stellen. Kravchenko's verdedigers brachten overlevenden van gevangenkampen naar de rechtbank, onder wie Margarete Buber-Neumann, de weduwe van de Duitse communistische leider Heinz Neumann. Het proces werd in april 1949 gewonnen door Kravchenko, die een symbolisch bedrag ontving als compensatie voor de laster.
Na het Kravtchenko-proces richtte David Rousset, een verzetsstrijder en voormalig gedeporteerde, in oktober 1950 de Commission internationale contre le régime concentrationnaire (CICRC) op, die onderzoek deed naar Spaanse, Griekse, Joegoslavische en Sovjet-concentratiekampen. Voor het eerst in Frankrijk gebruikte hij de term Goelag om het Sovjet-concentratiekampsysteem aan te duiden. Dit leidde ertoe dat hij door Les Lettres françaises een "trotskistische vervalser" werd genoemd. Rousset diende een aanklacht wegens smaad in en werd door de rechter in het gelijk gesteld.

### Portret van Stalin-affaire
In maart 1953 bevond het tijdschrift zich in het middelpunt van een nieuwe affaire. Na de dood van Stalin publiceerde het blad op de voorpagina een door Picasso geschilderd portret van Stalin. Het werk werd bekritiseerd door de communistische wereld, wat het tijdschrift ertoe bracht zelfkritiek te bedrijven en brieven te publiceren van lezers die zich beledigd voelden. Het vormde een keerpunt in de betrekkingen tussen de artistieke wereld en het communisme.
In 1962 verscheen opnieuw een tekening van Picasso op de voorpagina van het tijdschrift. Deze keer van de Algerijnse activiste Djamila Boupacha, die verdacht werd van het plegen van een aanslag in Algiers. Die tekening zou hebben bijgedragen aan de redding van Boupacha van de doodstraf.

### Neergang en herstart
In de jaren zestig droeg Les Lettres françaises in belangrijke mate bij aan het literaire en artistieke debat in Frankrijk, onder andere via de discussies van Michel Mardore en Georges Sadoul over film.
Vanwege het standpunt van de krant tegen de invasie van Tsjechoslowakije in augustus 1968, zette de Sovjet-Unie de zeer talrijke abonnementen ten behoeve van universiteiten, scholen en bibliotheken stop. Deze beslissing was fataal voor het tijdschrift; de steun van de PCF kon het omzetverlies in de landen van Oost-Europa niet compenseren en de publicatie stopte in 1972.
Tussen 1990 en 1993 verscheen het tijdschrift opnieuw maandelijks. Na nog een onderbreking verscheen het vanaf maart 2004 in de vorm van een maandelijkse bijlage van L'Humanité. Vanaf april 2011 verscheen het blad elke eerste donderdag van de maand. In mei 2014 werd de papieren publicatie stopgezet en was het blad alleen nog op internet te raadplegen. Eind 2017, bij gelegenheid van het 75-jarig jubileum, kondigde directeur Jean Ristat aan dat hij opnieuw een papieren versie wilde laten verschijnen met een maandelijkse frequentie. Een jaar later rolde het nulnummer van het vernieuwde Les Lettres françaises van de drukpersen. Eind 2023 waren er 56 nummers verschenen, inclusief enkele dubbele uitgaven.
- Gemeinsame Normdatei: 4167423-6
- Virtual International Authority File: 177838554